# 尼古拉·尼古拉耶维奇·舍利亚戈维奇
尼古拉·尼古拉耶维奇·舍利亚戈维奇（白俄罗斯语：Мікалай Мікалаевіч Шэляговіч；1956年7月21日—，生于白俄罗斯苏维埃社会主义共和国布列斯特州德罗吉钦区奥格德梅尔），白俄罗斯和俄罗斯记者、作家、政论家、语言学家。他着力于撰文推销东普鲁士和西波列西耶地区历史概念（在其创建的所谓“亚德维安罗斯”理论框架内）。。20世纪80年代，他是西波列西耶居民自决理念和建立波列西耶自治区的倡议者和辩护者。他主张创建独立的波列西耶语言和民族

## 生平
舍利亚戈维奇的青年和年轻时代在他那个时代相当普通：先后就读于普通小学、音乐学校、白俄罗斯国立大学语文学系。在熟人阿列斯·里亚扎诺夫、阿列斯·卡斯科、尼古拉·普罗科波维奇的影响下，他迷上了白俄罗斯历史、语言和文学。正是在这些年里，他将自己认定为亚德维安人，用亚德维安语写诗，但这并不总能得到白俄罗斯知识界的理解。在白俄罗斯国立大学语言学系学习期间，舍利亚戈维奇开始积极研究波列西耶地区。他认为该地区应在白俄罗斯境内成为一个特殊的民族文化自治区——其主体是波列西耶民族，舍利亚戈维奇将其解释为古代亚德维安人的后裔。
他的职业生涯始于《加里宁格勒共青团员报》的记者。在完成大学三年级学业后，他转到了白俄罗斯国立大学语言学系的函授部。后来在《祖国之声报》工作，并于1982年在该报发表了他的文章《古代波罗的人的声音》。在文章中，他论证了波列舒克人有权被视为独立的民族。舍利亚戈维奇的文章在两个截然对立的机构中引起了反响：自由欧洲电台和克格勃。两者都对这位年轻研究者的工作给予了负面评价。他曾被提名为州长候选人。克格勃对舍利亚戈维奇采取了措施——他被解雇，国家安全机关还以不断拒绝其求职的形式对他施加压力。然而，在米哈斯·杜别涅茨基的帮助下，舍利亚戈维奇得以在明斯克高级警官学校担任教师。
尽管困难重重，舍利亚戈维奇与一些志同道合者继续致力于实现波列西耶地区自治的理念。1988年4月14日，成立了社会文化组织“波列西耶”，该组织主张复兴西波列西耶语文化，并承认西波列西耶的波列舒克人为独立民族。舍利亚戈维奇还提出了建立白俄罗斯-波列西耶联邦的想法。舍利亚戈维奇也曾是白俄罗斯人民阵线的创始人之一，但后来离开了该组织。舍利亚戈维奇是白俄罗斯人民阵线成立大会的两位代表之一，他们在“母语”一栏中填写的是“亚德维安语”。
1988年，在青年报纸《红旗报》（白俄罗斯语：《Чырвоная замена》）的版面上，分四期刊登了波列西耶语专栏文章《波列西耶的忧虑》，该专栏中的文章于1989年4月独立出版。该报刊登了具有地方志性质的材料、时事纪事以及“波列西耶”组织的新闻。自1989年起，还开始发行《觉醒》报，其副标题写着“复兴埃特维兹运动倡议委员会”。
“波列西耶”组织的活动在社会上引起了反响。一些白俄罗斯社会活动家和文学家，例如尼尔·吉列维奇，强烈反对舍利亚戈维奇的观点，认为这些观点威胁到了白俄罗斯的领土和民族完整。有些人倾向于认为尼古拉·舍利亚戈维奇的活动是（克格勃）安全部门的阴谋。
舍利亚戈维奇关于波列西耶将成为自治区的信念并未实现。在1980年代末至1990年代初达到高潮的西波列西耶运动逐渐平息。1991年和1992年，他作为“亚德维安文化”的代表，参加了在卢布尔雅那（斯洛文尼亚）举行的斯拉夫文化大会。
1992年至1997年，他担任斯洛文尼亚卢布尔雅那《DELO》报驻白俄罗斯记者。他是“全白俄罗斯团结与和谐党”的创建者及主席。但后来被德米特里·彼得罗维奇·布拉霍夫取代。
自1990年代中期至今，他在“SHELENG GROUP”控股集团工作。自2008年4月起，担任俄罗斯自动化系统联盟董事会副主席。
目前，在加里宁格勒，由他领导的“加里宁格勒地区公共组织埃特维兹”仍在运作。舍利亚戈维奇是加里宁格勒州杜马公共委员会成员，身份是加里宁格勒州和布列斯特州古罗斯时期的研究者，以及“埃特维兹”公共组织的主席。